# Koja (Dżakarta Północna)
Koja – dzielnica Dżakarty Północnej. 

## Podział
W skład dzielnicy wchodzi siedem gmin (kelurahan):
- Koja Utara – kod pocztowy 14210
- Koja Selatan – kod pocztowy 14220
- Rawa Badak Utara – kod pocztowy 14230
- Rawa Badak Selatan – kod pocztowy 14230
- Tugu Utara – kod pocztowy 14260
- Tugu Selatan – kod pocztowy 14260
- Lagoa – kod pocztowy 14270